# Rafael Albuquerque
Rafael Albuquerque (Porto Alegre) é um desenhista brasileiro.

## Biografia
Rafael Albuquerque, natural de Porto Alegre, iniciou a sua carreira produzindo ilustrações e desenhando peças para o mercado publicitário brasileiro. A partir de 2003 passou a colaborar como desenhista para a editora egípcia AK Comics, criando ainda algumas personagens e auxiliando na definição da linha editorial da empresa. Em 2005 fundou, em colaboração com outros desenhistas, o PopArt Comics Studio, voltado para a produção de trabalhos para editoras estrangeiras, entre elas a Image Comics, que em 2007 publicou a primeira graphic novel de sua autoria, intitulada Crimeland.
Para a Boom! Studios, ilustrou séries como Savage Brothers, em parceria com Johanna Stokes e Andrew Cosby, Pirate Tales, de Chris Ward, e Jeremiah Harm - esta última em colaboração com Keith Giffen e Alan Grant, os criadores do Lobo.
Colaborou em antologias, como Tales of Fear Agent, para a Dark Horse Comics, Wonderlost e 24Seven.
Trabalhando principalmente para a DC Comics, Rafael ganhou destaque colaborando em algumas das principais publicações da editora, tais como Besouro Azul, Robin e Superman/Batman.
Atualmente, o artista trabalha na conhecida série Vampiro Americano, escrita por Scott Snyder e o conhecido novelista Stephen King, série vencedora do Prêmio Will Eisner de 2011, como Melhor Série Nova.